# Massimo Valeri (Tennisspieler)
Massimo Valeri (* 13. März 1972 in Rom) ist ein ehemaliger italienischer Tennisspieler.

## Karriere
Valeri war bei den Junioren Viertelfinalist im Doppel der Männer zusammen mit Andrei Pavel bei den French Open 1990. Pavel hatte er in den Einzelsspielen besiegt.
Im Jahr 1993 siegte Valeri über zwei Top-100-Spieler: Richard Fromberg in Bologna und Anders Järryd in Prag.
Als Partner von Gabriela Sabatini nahm er im Mixed-Doppel an den French Open 1994 teil. Sie wurden in der Eröffnungsrunde von Kent Kinnear und Nana Miyagi besiegt.
Valeri verbrachte den größten Teil der Jahre 1995 und 1996 außerhalb der Tour und nahm in jedem Jahr nur an jeweils einem Challenger-Turnier teil.
1998 besiegte er Carlos Costa in Palermo, bevor er selbst in der zweiten Runde Nicolás Lapentti unterlag. Sein bestes Ergebnis in dieser Saison war im ATP-Bologna-Tournier, wo er und Giorgio Galimberti das Final im Doppel erreichten.

## Erfolge
| Legende                       |
| Grand Slam                    |
| Tennis Masters Cup            |
| ATP Masters Series            |
| ATP International Series Gold |
| ATP International Series      |
| ATP Challenger Series (6)     |

### Einzel

#### Siege

##### ATP Challenger Tour
| Nr. | Datum | Turnier     | Belag | Finalgegner   | Ergebnis      |
| --- | ----- | ----------- | ----- | ------------- | ------------- |
| 1.  | 1991  | Messina     | Sand  | Germán López  | 4:6, 6:1, 7:6 |
| 2.  | 1992  | Oberstaufen | Sand  | Martin Sinner | 6:3, 6:3      |

### Doppel

#### Siege

##### ATP Challenger Tour
| Nr. | Datum | Turnier   | Belag | Partner             | Finalgegner                       | Ergebnis      |
| --- | ----- | --------- | ----- | ------------------- | --------------------------------- | ------------- |
| 1.  | 1997  | Venedig   | Sand  | Giorgio Galimberti  | Martín Rodríguez David Roditi     | 6:4, 0:6, 7:6 |
| 2.  | 1999  | Ljubljana | Sand  | Tom Vanhoudt        | Eduardo Nicolás Germán Puentes    | 7:68, 6:4     |
| 3.  | 1999  | Biella    | Sand  | Filippo Messori     | Agustín Calleri Salvador Navarro  | 7:5, 6:4      |
| 4.  | 1999  | Manerbio  | Sand  | Thomas Strengberger | Federico Browne Francisco Cabello | 6:3, 6:3      |

#### Finalteilnahmen

##### ATP Tour
| Nr. | Datum     | Turnier | Belag | Partner            | Finalgegner               | Ergebnis |
| --- | --------- | ------- | ----- | ------------------ | ------------------------- | -------- |
| 1.  | Juni 1998 | Bologna | Sand  | Giorgio Galimberti | Brandon Coupe Paul Rosner | 6:7, 3:6 |